# Tunchiornis ochraceiceps
El verdillo leonado (Tunchiornis ochraceiceps) es una especie de ave paseriforme de la familia Vireonidae, la única perteneciente al género Tunchiornis (antes colocado en Hylophilus). Algunos autores sostienen que se divide en más de una especie. Es nativo de América Central y del Sur.

## Nombres comunes
Se denomina verdillo leonado (en Nicaragua y Costa Rica), ferdillo leonado (en Costa Rica), verderón leonado (en Colombia), verdillo coronicanelo (en Ecuador), verdillo corona pálida (en Honduras), verdillo corona leonada (en México), verdillo ocre (en México), verdillo de corona leonada (en Perú) o verderón frente rufa (en Venezuela).

## Distribución y hábitat
Se distribuye desde las tierras bajas del golfo de México, por Guatemala, Belice, Honduras, Nicaragua, Costa Rica, Panamá, oeste de Colombia y noroeste de Ecuador; y desde el sur y este de Colombia, sur y este de Venezuela, hasta Guyana, Surinam y Guayana francesa al este, y este de Ecuador hasta el sur de Perú y norte de Bolivia y por la Amazonia brasileña.
Esta especie es considerada poco común en su hábitat natural: el sotobosque de selvas húmedas montanas hasta los 1600 m de altitud en el sur de Venezuela, pero principalmente por debajo de los 1000 m.

## Descripción
Pequeño, mide 11,5 cm de longitud y pesa 11 g. La corona es leonada, más brillante en la frente, pero reducida y hasta faltante en aves del noreste de Sudamérica, que también tienen el iris oscuro, mientras el iris es obviamente pálido en la mayoría del rango. Por arriba es oliva, las alas y la cola más pardas. Por abajo es grisáceo pálido, más oliva en el pecho. El pico es grisáceo, más pálido por abajo. Las patas son color carne. No presentan dimorfismo sexual.

## Comportamiento
Normalmente encontrado en el interior de las selvas, forrajea generalmente en pares, revolviendo el follaje y regularmente acompañando bandadas mixtas del sotobosque, integradas por hormigueros (Thamnophilidae) y otras aves, como la reinita coronidorada (Basileuterus culicivorus) y la habia coronirroja (Habia rubica).

### Alimentación
Se alimenta de insectos, en el invierno aumenta el consumo de pequeñas frutas.

### Reproducción
Se reproduce entre marzo y mayo en Costa Rica, y durante febrero en Colombia. El nido es en forma de taza, de fibras vegetales parcialmente cubiertas con musgo, colocado en niveles bajo o medio en horquillas de árboles (altura de 2 a 7 m), y fijado con telarañas. Pone 2 huevos blancos, ligeramente manchados con púrpura y gris. Ambos padres son responsables por el cuidado de los polluelos.

### Vocalización
El canto es un distintivo, penetrante y claro «tiii-yiií» o un más descendiente y arrastrado «tiiiuu»; también emite un llamado «ñah-ñah-ñah».

## Sistemática

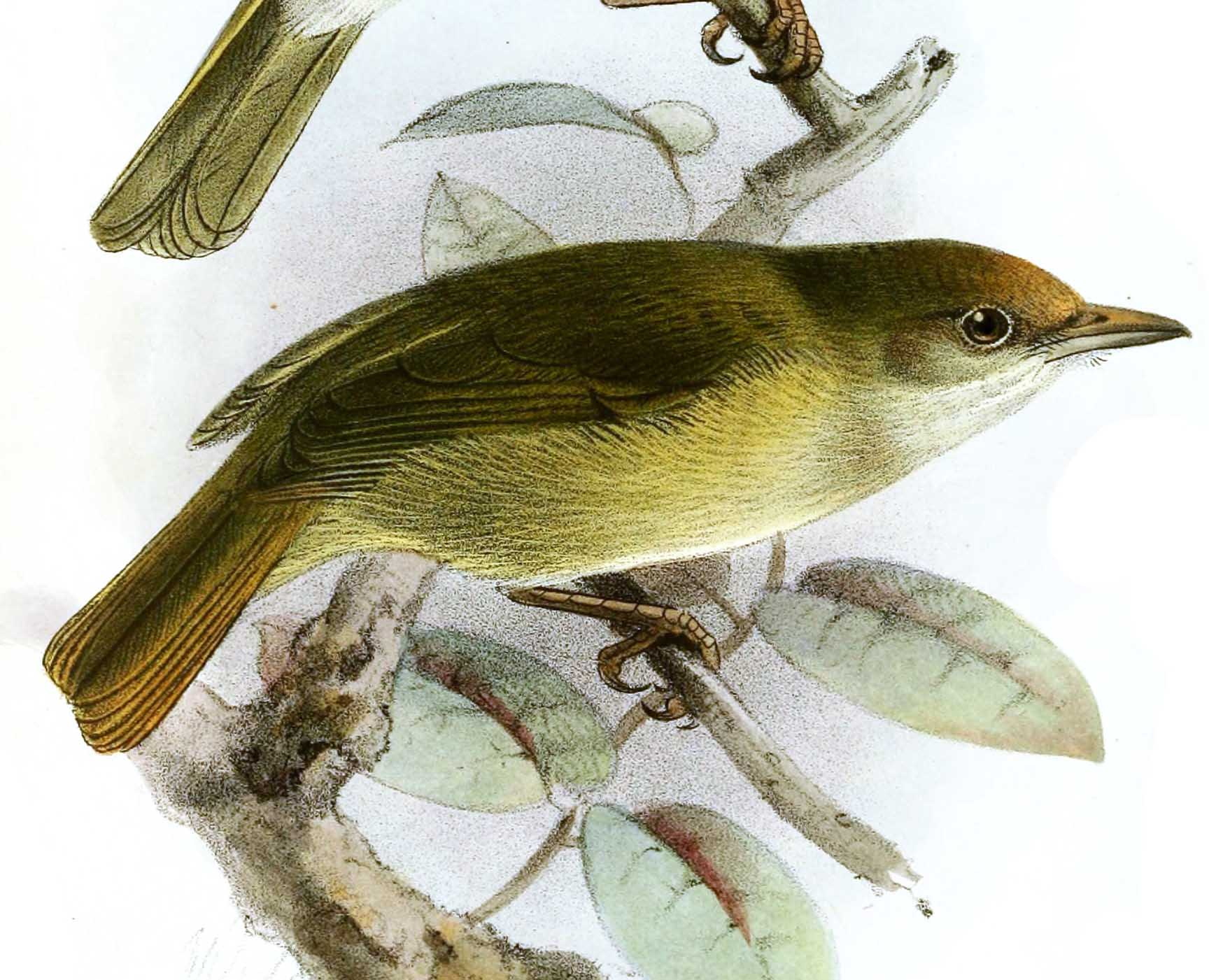
Hylophilus ochraceiceps ferrugineifrons; ilustración de Keulemans, para The Ibis, 1881.

### Descripción original
La especie T. ochraceiceps fue descrita por primera vez por el zoólogo británico Philip Lutley Sclater en 1860 bajo el nombre científico Hylophilus ochraceiceps; la localidad tipo es: Playa Vicente, Oaxaca, México».

### Etimología
El nombre genérico masculino «Tunchiornis» es una referencia al mito peruano «El Tunche», el espírito silbador guardián de la selva, cuyo silbido no debe ser imitado o respondido en cualquier circunstancia, combinado con la palabra del griego «ornis, ornithos»: ave; y el nombre de la especie «ochraceiceps», se compone de las palabras del latín «ochraceus»: ocráceo  y «ceps»: de gorra, de cabeza; significando ‘de gorra ocrácea’.

### Taxonomía
Los estudios de Slager et al (2014) produjeron una filogenia de la familia Vireonidae usando datos mitocondriales (ND2) y nucleares (3 Z-linked loci) que incluyeron 221 ejemplares representando 46 de las 52 especies de vireónidos actualmente reconocidos y 14 de las 15 especies entonces en Hylophilus.  Este estudio filogénico demostró que el género Hylophilus era polifilético, compuesto de cuatro clados dentro de la familia Vireonidae.  Slager y Klicka (2014) establecieron la necesidad de cuatro géneros para reflejar esta diversidad.
Unos de estos clados conteniendo exclusivamente al diferente verdillo leonado, que se distingue de los otros por tener rectrices rojizas (que son verdes en otras especies) y cobertoras de la cola rufas (que son blancas a amarillentas en otras especies), por habitar en el sotobosque del interior de los bosques y no en monte bajo, canopia o bordes de bosques como los otros y por su canto silbado extremamente simple, en contraste con cantos más complejos de otras especies. Para esta especie, los ornitólogos estadounidenses David Slager y John Klicka describieron un nuevo género monotípico Tunchiornis.
Los cambios taxonómicos descritos fueron reconocidos mediante la aprobación de la Propuesta N° 656 al Comité de Clasificación de Sudamérica (SACC) en noviembre de 2014. Tanto Clements Checklist como el Comité Brasileño de Registros Ornitológicos (CBRO) adoptan los cambios descritos, mientras el Congreso Ornitológico Internacional (IOC) todavía no los ha incorporado.

### Subespecies
Según la clasificación del IOC se reconocen diez subespecies, según Clements Checklist divididas en cuatro grupos (que no lista la subespecie pacificus), con su correspondiente distribución geográfica:
- Grupo politípico ochraceiceps:

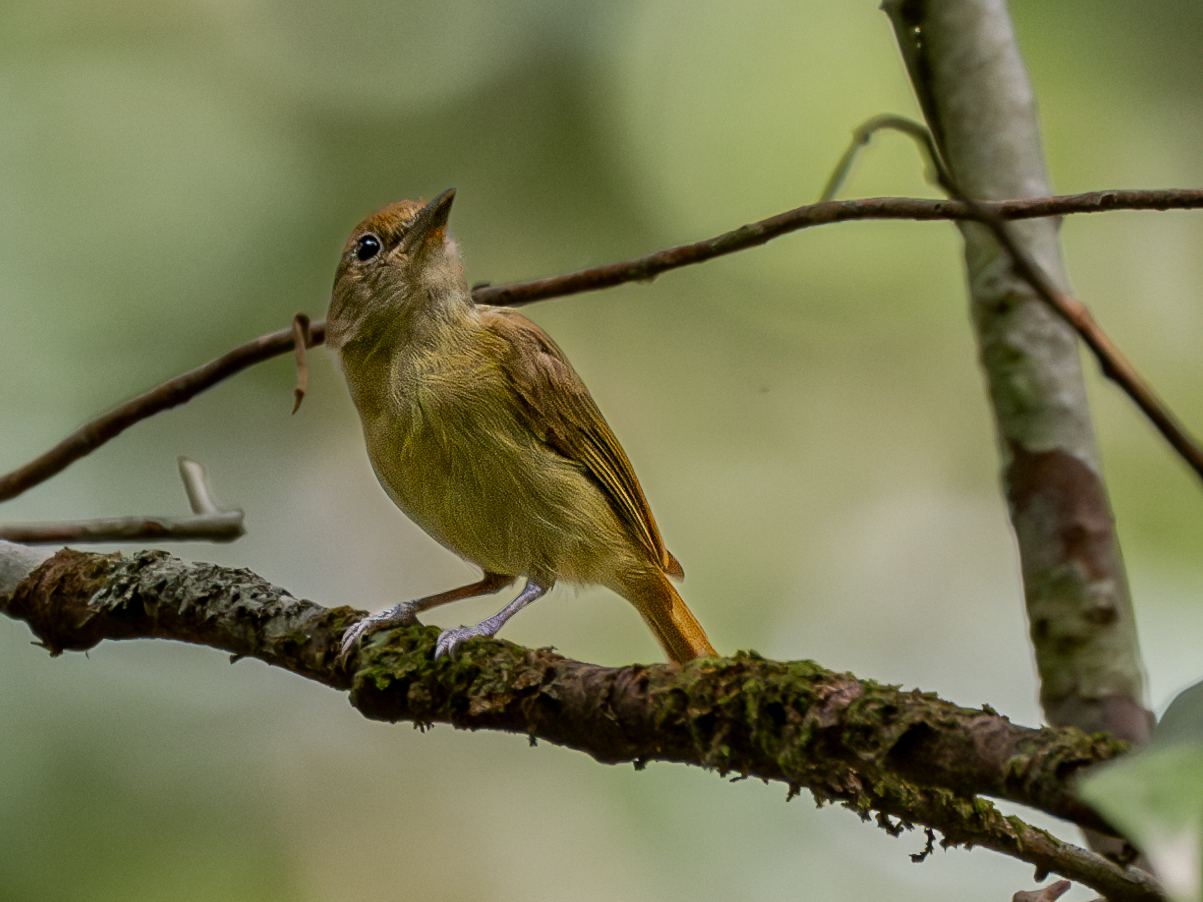
Tunchiornis ochraceiceps luteifrons, en Manaus, Amazonas, Brasil.

  - Tunchiornis ochraceiceps ochraceiceps (P.L. Sclater, 1860) - sur de México (desde el sur de Veracruz y norte de Oaxaca) hacia el este, incluyendo la mayoría de la península de Yucatán, hasta el norte de Guatemala y Belice.
  - Tunchiornis ochraceiceps pallidipectus (Ridgway, 1903) - sur de Guatemala y Honduras al sur en la pendiente caribeña hasta el noroeste de Panamá (Bocas del Toro).
  - Tunchiornis ochraceiceps pacificus Parkes, 1991 - pendiente del Pacífico de Costa Rica (al sur desde Carara) y oeste de Panamá (al este hasta el oeste de Chiriquí).
  - Tunchiornis ochraceiceps nelsoni (Todd, 1929) - Panamá desde Chiriquí al este hasta el oeste de Darién.
  - Tunchiornis ochraceiceps bulunensis Hartert, 1902 - este de Panamá (Darién) y adyacente oeste de Colombia al sur hasta el noroeste de Ecuador (Esmeraldas).

- Grupo politípico ferrugineifrons/viridior: 
  - Tunchiornis ochraceiceps ferrugineifrons P.L. Sclater, 1862 - sureste de Venezuela (Amazonas, Bolívar excepto el este) y adyacente oeste de Guyana, sureste y este de Colombia (al sur desde Meta) y este de Ecuador (al oriente de los Andes), noreste de Perú y noroeste de Brasil (Roraima al oeste del río Negro, hacia el sur hasta los ríos Juruá y Purús).
  - Tunchiornis ochraceiceps viridior (Todd, 1929) - sur de Perú y norte de Bolivia (al este hasta Santa Cruz).

- Grupo monotípico luteifrons:

- - Tunchiornis ochraceiceps luteifrons P.L. Sclater, 1881 - sureste de Venezuela (este de Bolívar), las Guayanas, y norte de Brasil (al este desde el río Branco, al sur hasta el río Amazonas).

- Grupo politípico lutescens/rubrifrons:
  - Tunchiornis ochraceiceps lutescens (Snethlage, 1914) - centro norte de Brasil al sur del Amazonas (río Madeira al este hasta el río Xingu).
  - Tunchiornis ochraceiceps rubrifrons Sclater & Salvin, 1867 - noreste de Brasil al sur del Amazonas (río Tocantins y noreste de Pará).

Se ha sugerido que este último grupo, de iris oscuro, de la Amazonia, podría representar una especie separada, pero no se distinguen vocalizaciones diferentes entre este grupo y el resto de las subespecies. La subespecie nelsoni se diferencia muy pobremente, y tal vez sea meramente un cruzamiento entre las subespecies adyacentes (pallidipectus y bulunensis).
Las clasificaciones Aves del Mundo (HBW) y Birdlife International (BLI) consideran a la subespecie T. o. luteifrons como la especie separada Tunchiornis luteifrons, el verdillo coroniverde, con base en diferencias morfológicas y de vocalización.